# Willem III van Angoulême
Willem III Tallerand van Angoulême (overleden op 6 augustus 962) was tot aan zijn overlijden in 962 graaf van Angoulême en Périgord. Hij behoorde tot het huis Taillefer.

## Levensloop
Willem III was de tweede zoon van graaf Bernard van Périgord en diens eerste echtgenote Bertha.
Nadat zijn oudere broer Arnold I Barnabé op een onbekende datum overleden was, volgde Willem III hem op als graaf van Angoulême en Périgord. 
Hij stierf in augustus 962. Aangezien Willem geen nakomelingen had, gingen zijn domeinen naar zijn halfbroer Ranulf.